# Acción Revolucionaria Mexicanista
La Acción Revolucionaria Mexicanista (ARM) fue un grupo paramilitar fascista y antisemita mexicano que operó desde su fundación el 10 de marzo de 1934 hasta el término de la Segunda Guerra Mundial en 1945. Sus miembros eran conocidos como los camisas doradas. Se les conocía de esa manera, ya que la mayoría eran veteranos soldados de Pancho Villa el cual llamaba así a sus soldados como los dorados y los charros usaban camisas amarillas, por lo que las reciclaron el nombre y la camisa amarilla del ejército de Villa.
La ARM buscaba la expulsión de judíos y chinos de México, así como el cierre de sus negocios. Operando con el mote «México para los Mexicanos», organización pidió la expulsión de los grupos antes mencionados del país. Los Camisas Doradas abogaron por la incautación de empresas de propiedad china y judía. Los camisas doradas se oponían fuertemente a movimientos obreros y usualmente combatían contra miembros del Partido Comunista Mexicano. El grupo fue muy activo en la represión sindical con los Camisas Doradas instigando enfrentamientos violentos con los huelguistas. Con sus raíces ultranacionalistas, rompehuelgas y el apoyo de la Alemania nazi, la organización buscaba expulsar a los chinos, judíos y comunistas de México. 
La organización era financiada por el Partido Nacionalsocialista Obrero Alemán, el Partido Nacional Fascista italiano y por miembros de la burguesía mexicana y dueños de negocios como Eugenio Garza Sada. Los camisas doradas eran apoyados por el expresidente Plutarco Elías Calles y se oponían fuertemente a la administración de Lázaro Cárdenas.

## Trasfondo

### Antecedentes (1920-1930)

#### Sentimiento sinofóbico y antisemita

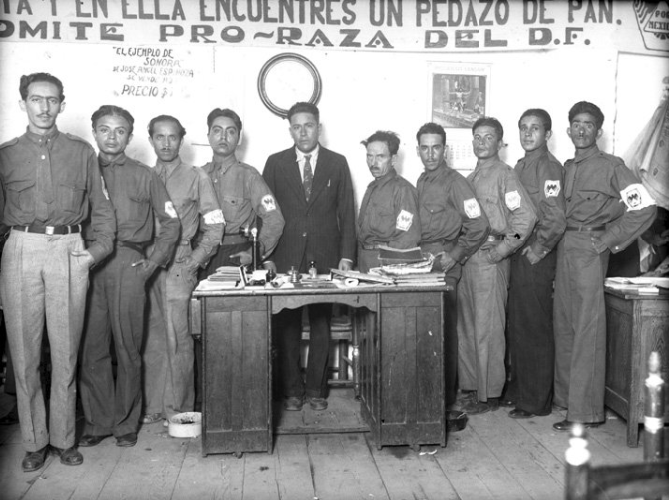
Reunión del Comité Pro-Raza de la Ciudad de México en 1930

A principios de la década de 1920, el racismo en México y los sentimientos xenófobos comenzaron a intensificarse. Organizaciones como el «Comité Pro-Raza» y la «Liga Nacionalista Antichina y Antijudía» se crearon en respuesta a una gran afluencia de inmigrantes a México. Esto fue el resultado de las crecientes preocupaciones económicas entre la clase media y trabajadora mexicana. Como los chino-mexicanos, y los judíos en menor medida, habían llegado a constituir una parte considerable de la clase mercantil, se llevaron a cabo muchas protestas y boicots contra las empresas chinas. Los sindicatos mexicanos habían ejercido presión política para restringir la inmigración china y judía a México.
El gobierno mexicano, tanto estatal como federal, promulgó activamente y aplicó leyes discriminatorias contra las personas de ascendencia china. Después de la Gran Depresión, los judíos se habían vuelto sujetos al mismo tipo de persecución. Cabe destacar en mayo de 1931 donde 250 comerciantes judíos fueron expulsados del Mercado La Lagunilla en la Ciudad de México.

#### Huelgas laborales en los 30
El gobierno del presidente Pascual Ortiz Rubio enfrentó una intensa inestabilidad política, exacerbada por la Gran Depresión. Las sequías y las inundaciones obstaculizaron gravemente la producción agrícola. En 1932, huelgas laborales masivas en múltiples industrias estaban estallando en todo el país. Plutarco Elías Calles deseaba «mantener a los trabajadores bajo control» en respuesta al apoyo que Vicente Lombardo Toledano había estado cosechando entre los trabajadores. Ortiz Rubio renunciaría a la presidencia en septiembre de 1932 como resultado de la influencia y el poder de Calles en el gobierno.

##### Camisas verdes (1932)
Como resultado de las huelgas laborales y el apoyo que había obtenido Toledano, Calles deseaba proteger los intereses comerciales de los industriales de los huelguistas. Bajo la protección de un funcionario calista, si no del propio Calles, Nicolás Rodríguez Carrasco fundó las Camisas Verdes en 1932. Rodríguez Carrasco se había unido al Comité Pro-Raza un año antes. Los Camisas Verdes eran un grupo paramilitar que se caracterizó por su ideología anticomunista, antisindical y ultranacionalista. Calles protegió políticamente y apoyó financieramente al grupo. Los Camisas Verdes hicieron campaña bajo el eslogan de "México para los mexicanos". Cuando Calles comenzó a perder el poder bajo Abelardo Rodríguez, el grupo fue disuelto poco después por Rodríguez después de tomar el poder en septiembre de ese año.

## Fundación y primeros años (1933-1935)

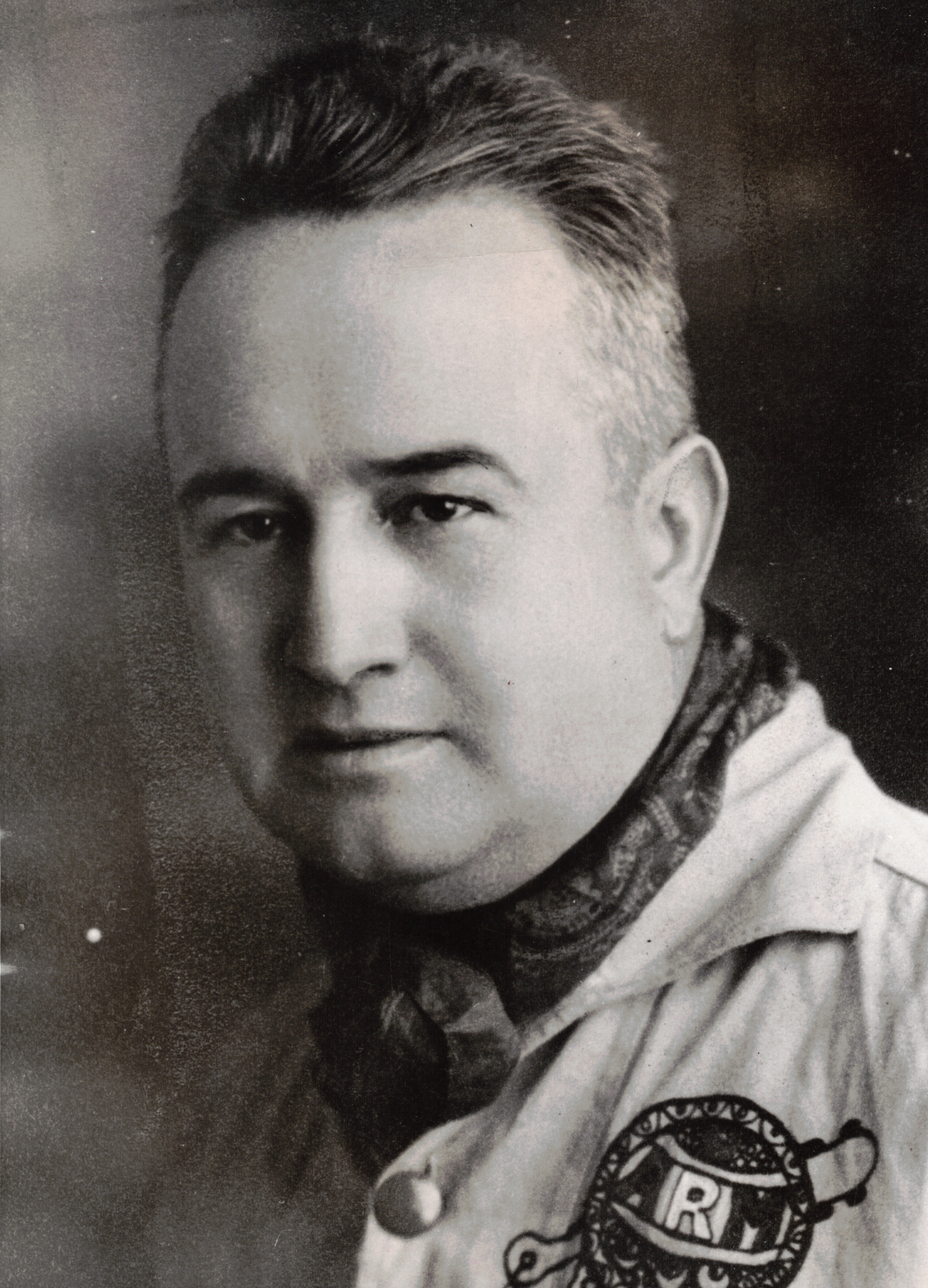
Retrato de Nicolás Rodríguez Carrasco, circa 1934

La Acción Revolucionaria Mexicanista fue fundada en 1933 por Nicolás Rodríguez Carrasco, un simpatizante del ultranacionalismo y el pensamiento reaccionario, antisemita y racista de personajes como Adolf Hitler, José Vasconcelos o Benjamín Argumedo, autor intelectual de la masacre de chinos en Torreón.
La Acción Revolucionaria Mexicanista fue fundada el 25 de septiembre de 1933 dentro del Comité Pro Raza del Distrito Federal. La organización declaró que su objetivo fundamental era la moral y el engrandecimiento de México, afirmando que su lucha «no era una ofensiva contra los extranjeros sino una defensa de los intereses nacionales».
Los fundadores eran exmilicianos y militares que participaron en la revolución. Entre los miembros destacados se encontraban Nicolás Rodríguez Carrasco, Roque González Garza (figura fundamental durante la Revolución Mexicana y ex presidente de México), Julio Madero González (hermano de Francisco I. Madero y Gustavo A. Madero), Silvestre Terrazas (ex Gobernador de Chihuahua), y Eduardo Dávila Garza (Jefe de la Iglesia Católica Apostólica Mexicana) . Otros miembros clave incluyeron a Ovidio Pedrero Valenzuela y Andrés Morán. Roque González Garza dirigió el grupo durante unos meses desde su fundación hasta que Nicolás Rodríguez Carrasco asumió el cargo de líder supremo.

### Organización y estructura
Inicialmente, Rodríguez Carrasco se encargaba de organizar, dirigir mensajes, citas y tareas básicas. Sin embargo, en mayo de 1934, el ARM se dividió en 15 zonas. Las zonas estaban divididas en todo el país pero principalmente en la Ciudad de México. Cada una de estas zonas constaba de varios grupos de 10-15 individuos. Cada grupo tenía un subjefe que solo reportaba al jefe de zona quien, a su vez, reportaba al jefe supremo. Para 1935, la ARM contaba con 350 jefes de grupo en las 15 zonas. En ese momento, la organización contaba con aproximadamente 4000 miembros. En el capítulo de la Ciudad de México había un total de 377 miembros. Muchos de los miembros habían sido exmilitares, incluidos 14 generales, 7 tenientes coroneles, 13 coroneles, 3 mayores, 3 capitanes, 1 sargento primero, 1 teniente, un jefe de policía y un policía. El general Vicente González, jefe de la policía de la Ciudad de México, también estuvo en estrecho contacto con Rodríguez Carrasco.

#### Organización en 1934
El consejo de los Camisas Doradas era conocido como Mesa Directiva.
| Name                      | Title                      |
| ------------------------- | -------------------------- |
| Gen. Lucio G Verdiguel    | Secretario General         |
| Manuel Rodríguez Carrasco | Tesorero                   |
| Alfredo Serratos          | Secretario de Organización |
| Gen. Miguel M Ramos       | Secretario de Educación    |
| Gen. José M Sánchez       | Secretario de Hacienda     |
| Gen Arturo E Valverde     | Secretario de Agricultura  |
| Salvador Diaz F.          | Jefe de Migración          |
| Gen. José E Solares       | Jefe Asistente             |

Para 1934, la organización tenía sucursales registradas en: Villa Unión, Mazatlán, Concordia, Culiacán, Saltillo, Torreón, Coahuila, Durango, Chihuahua, Ciudad Juárez, Toluca, Monterrey, Nuevo León, Nuevo Laredo, Tamaulipas, Sabinas, Hidalgo, Puebla Texmelucan, Tehuacán, Guadalajara, Orizaba, Veracruz, e Iguala de la Independencia Cada uno de estos capítulos tenía líderes denominados Jefes.

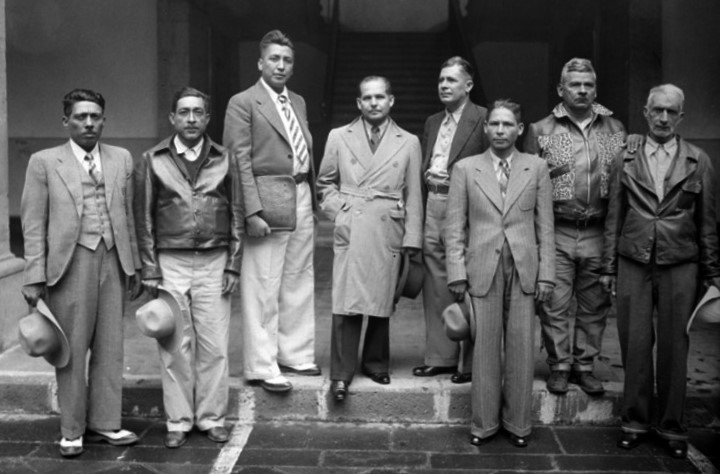
Jefes de zona de la Acción Revolucionaria Mexicanistas. Individuos no identificado.

| Name                   |
| ---------------------- |
| José Vela              |
| Matias Rodríguez       |
| Agapito López          |
| Enrique Backmaann      |
| Primitivo Gonzales     |
| Col. M. Sanchez T.     |
| Manuel Gonzales        |
| Rafael Plata           |
| Jesús Carcia           |
| German Ramirez         |
| Daniel M. Trejo        |
| 1st Captian Jose Ramos |
| Felipe García          |
| Teodoro Buendía        |

### Retroceso político y prohibición (1935-1936)

##### Disturbios en el Zócalo de 1935

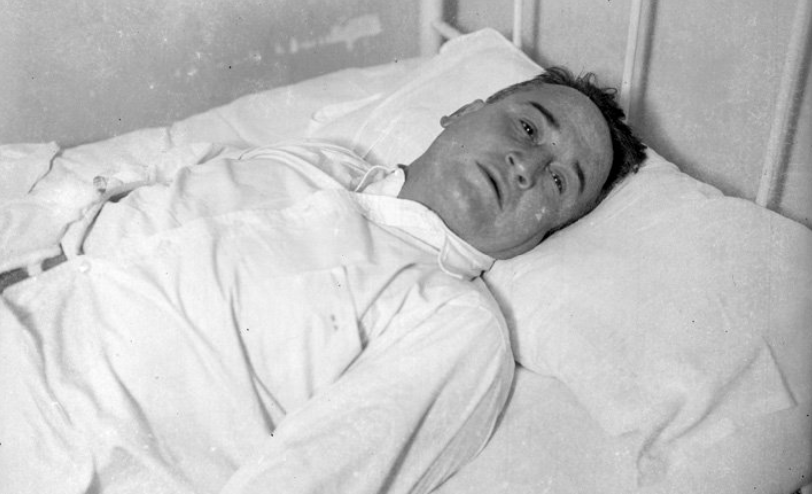
Rodríguez Carrasco en el hospital, esto por sus heridas recibidas durante los disturbios del 20 de noviembre

Las tensiones entre Calles y el presidente Lázaro Cárdenas aumentaron y este último aumentó los esfuerzos de represión de los Camisas Doradas. El 20 de noviembre de 1935 un violento enfrentamiento entre comunistas y Camisas Doradas durante el desfile del Día de la Revolución en el Zócalo resultó en 3 muertos y más de 40 heridos de los cuales incluido Rodríguez Carrasco . Rodríguez Carrasco fue apuñalado dos veces en el abdomen y quedó gravemente herido.
Para los camisas doradas los provocadores habían sido los comunistas, y como venganza tomaron las oficinas del Partido Comunista Mexicano. Después, atacaron a balazos la casa del dirigente socialista Vicente Lombardo Toledano.[cita requerida] Tres personas murieron y cincuenta más resultaron heridas, incluyendo el fundador de la ARM, Nicolás Rodríguez.
Por vísperas de diciembre de 1937, las camisas doradas realizaron un mitin, partiendo de la popular Alameda Central, con intenciones de frustrar un discurso del entonces presidente Lázaro Cárdenas del Río, quien fue escoltado por su comitiva al seguro Palacio Nacional. Para entonces el célebre artista, pintor y ex-brigadier en la guerra civil española, el pintor David Alfaro Siqueiros se había movilizado con un contingente integrado por miembros del PCM y del Comité Radical Socialista, quienes emprendieron acciones importantes contra los fascistas, aplastando su mitin en el zócalo y amenazando de muerte a sus dirigentes.
Disturbios similares sucedieron en distintas partes del país.
El incidente provocó la indignación pública en todo el país contra la Acción Revolucionaria Mexicanista. El Senado mexicano buscó prohibir la organización un día después de los disturbios. Se llevaron a cabo protestas públicas contra el grupo y sus actividades antisindicales y el presidente Cárdenas recibió una abrumadora cantidad de solicitudes para prohibir la organización.

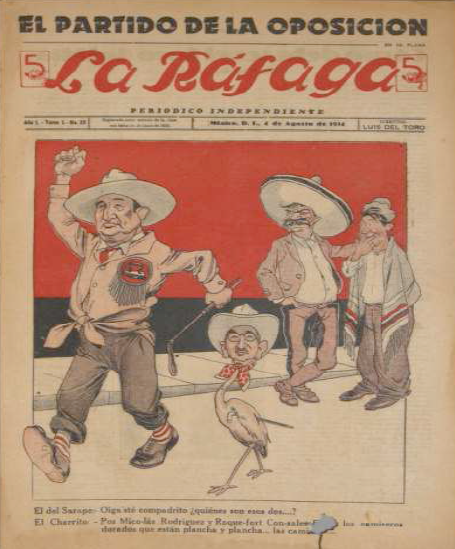
Caricatura de Nicolás Rodríguez Carrasco y Roque González Garza en la portada de la revista "La Rafaga" 1935

### Debilitamiento
En febrero de 1936, el grupo participó en mítines anticomunistas en Monterrey y en Puebla. El mitin de Monterrey fue filmado por el director de cine fascista y simpatizante de las Camisas Doradas Gustavo Sáenz de Sicilia. Miembros de la ARM se enzarzaron en tiroteos entre policías dejando 10 miembros muertos. A raíz de este incidente, el 27 de febrero de 1936, Cárdenas ordenó la disolución del grupo.
Unos meses después, Rodríguez fue arrestado por promover "conflictos interlaborales" y deportado a Texas en agosto de 1936, desde donde continuó al frente del grupo hasta su muerte en 1940. Establecieron un nuevo centro en Torreón después de la expulsión de Rodríguez. Camisas Doradas realizó una gira por los Estados Unidos en 1937 y recaudó dinero de los seguidores estadounidenses.

## Ideología
El lema de la organización era «México para los mexicanos», un grupo étnico que excluía a los mexicanos de ascendencia judía, mexicanos de ascendencia china y a los inmigrantes pertenecientes a los susodichos grupos étnicos. También eran excluidos los mexicanos de ideas antifascistas, comunistas, socialistas y aquellos que apoyaban a los sindicatos.
La ideología de la Acción Revolucionaria Mexicanista estaba fuertemente influenciada por los ideales fascistas europeos del siglo XX, principalmente alemanes e italianos, lo que dio origen al nazismo mexicano. Algunas de sus características ideológicas más notorias se muestran a continuación:

### Fascismo y simpatía por el nazismo
Nicolás Rodríguez, fundador de la ARM expresó sobre Adolf Hitler:

Hitler, un insignificante ex-soldado de la Guerra Mundial, pero hombre de una clarísima visión y de un insospechable amor por su patria; abarco de una sola ojeada el magno problema del peligro judaico, maduro sus planes, y cuando se encontró dueño de Alemania, afronto bravamente la situación y expulso sin misericordia, en un acto genial y audaz, a todos los judíos residentes en el Reich.

### Antisemitismo
Rodríguez consideraba a los judíos como una amenaza para los pequeños empresarios del país, aunque su discurso no era fundamentalmente antiburgués, sino antisemita:

Los judíos han monopolizado todo el comercio en pequeño del país. Vienen en gran número y los mexicanos no pueden hacer frente a su competencia. Abren pequeños talleres y fabricas donde las condiciones higiénicas son malas y explotan a los mexicanos con bajos salarios y largas jornadas. Introducen mercancías de contrabando, no pagan impuestos. Hacen negocios solamente entre ellos y nunca gastan el dinero que extraen de los mexicanos. Es necesario expulsar a los judíos para poder reconstruir nuestro comercio nacional en pequeño.

### Anticomunismo
Los camisas doradas se oponían al concepto marxista de lucha de clases y consideraban al comunismo como un movimiento subversivo y de "desorden". 
“Tenemos solamente dos problemas en México: el orden contra el desorden y el nacionalismo contra el comunismo. Nuestro programa pide la liquidación del comunismo internacional, y cuando nosotros lleguemos al poder, acabaremos de una vez por todas con esas ideas exóticas, antinacionalistas, y México podrá vivir en paz.” 
En su lugar, Rodríguez invitaba a la unión de los mexicanos y a cooperar entre clases sociales.

## Actividades
Entre las actividades llevadas a cabo por la organización destacan las extorsiones e intimidaciones contra trabajadores y estudiantes para impedir que la reforma agraria proliferara en las haciendas. En 1936, los camisas doradas atacaron a obreros y comerciantes judíos en Monterrey como parte de sus actividades antisindicales y antisemitas.

## Disolución
En 1935, el Congreso de la Unión intentó prohibir la organización. Nicolás Rodríguez fue exiliado a Texas en 1936, donde continuó liderando la organización hasta su muerte en 1940.